# Préchac (Hautes-Pyrénées)
Pour les articles homonymes, voir Préchac.
Préchac est une commune française située dans l'ouest du département des Hautes-Pyrénées, en région Occitanie.
La commune possède un patrimoine naturel remarquable : un site Natura 2000 et deux zones naturelles d'intérêt écologique, faunistique et floristique.

## Géographie

### Localisation

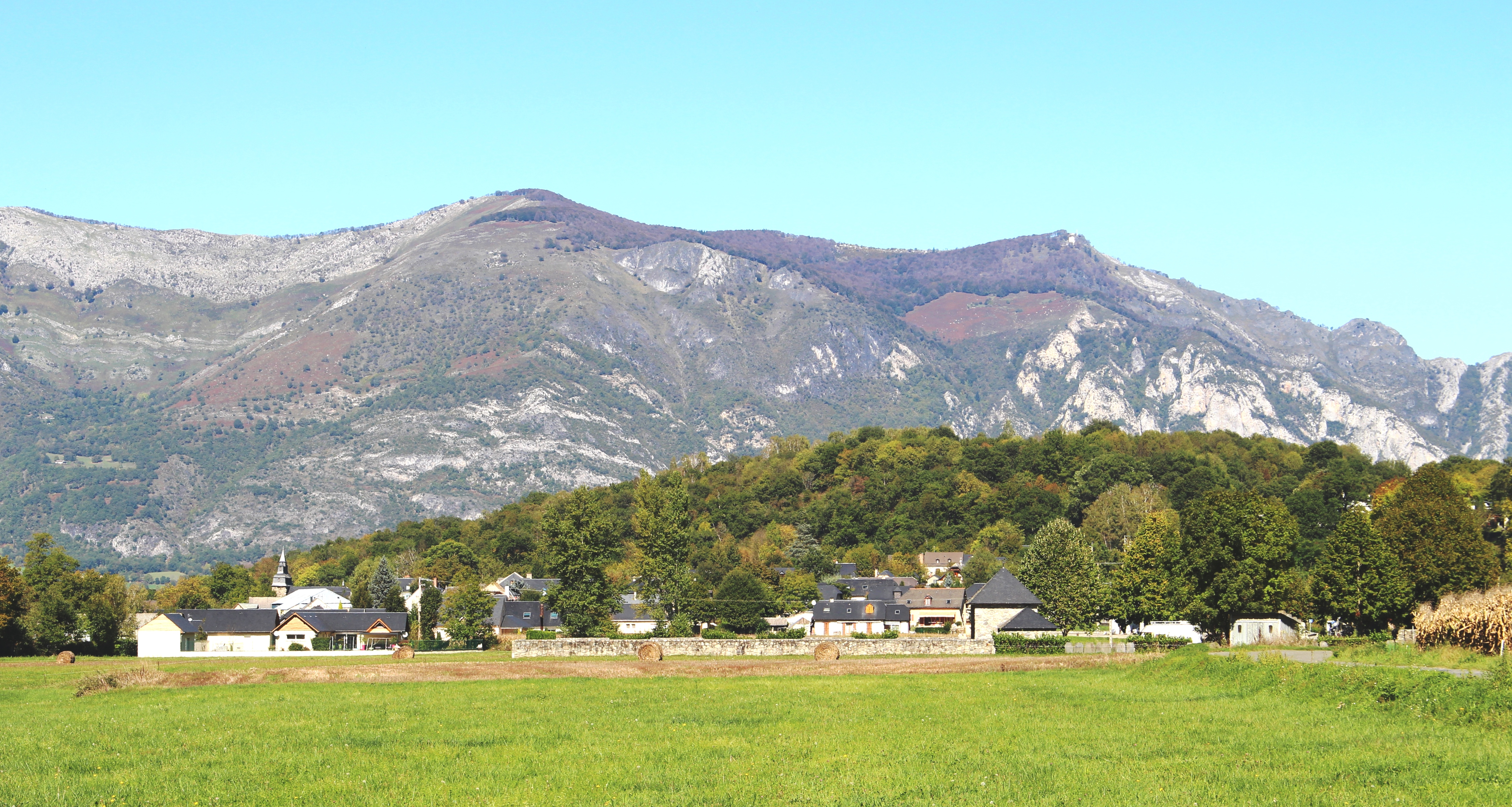
Vue générale.

La commune de Préchac se trouve à 29 km à vol d'oiseau de Tarbes, préfecture du département, et à 2 km d'Argelès-Gazost, sous-préfecture.
Elle est incluse dans le Parc national des Pyrénées
Sur le plan historique et culturel, Préchac fait partie de la province historique du Lavedan, partie sud-occidentale de la Bigorre et constitué d'un ensemble de sept vallées en amont de la ville de Lourdes. Historiquement, elle  fait partie de la province de Gascogne, et plus particulièrement du comté de Bigorre. La commune est dans le pays Dabant-Aygues qui regroupe huit communes.
La commune fait partie de l'aire d'attraction d'Argelès-Gazost.

### Communes limitrophes
Préchac est limitrophe de quatre autres communes dont Artalens-Souin au sud-est par un simple quadripoint, à Vielle.
|              |          | Ayros-Arbouix                       |
| Lau-Balagnas | Préchac  |                                     |
|              | Beaucens | Artalens-Souin (par un quadripoint) |

### Hydrographie

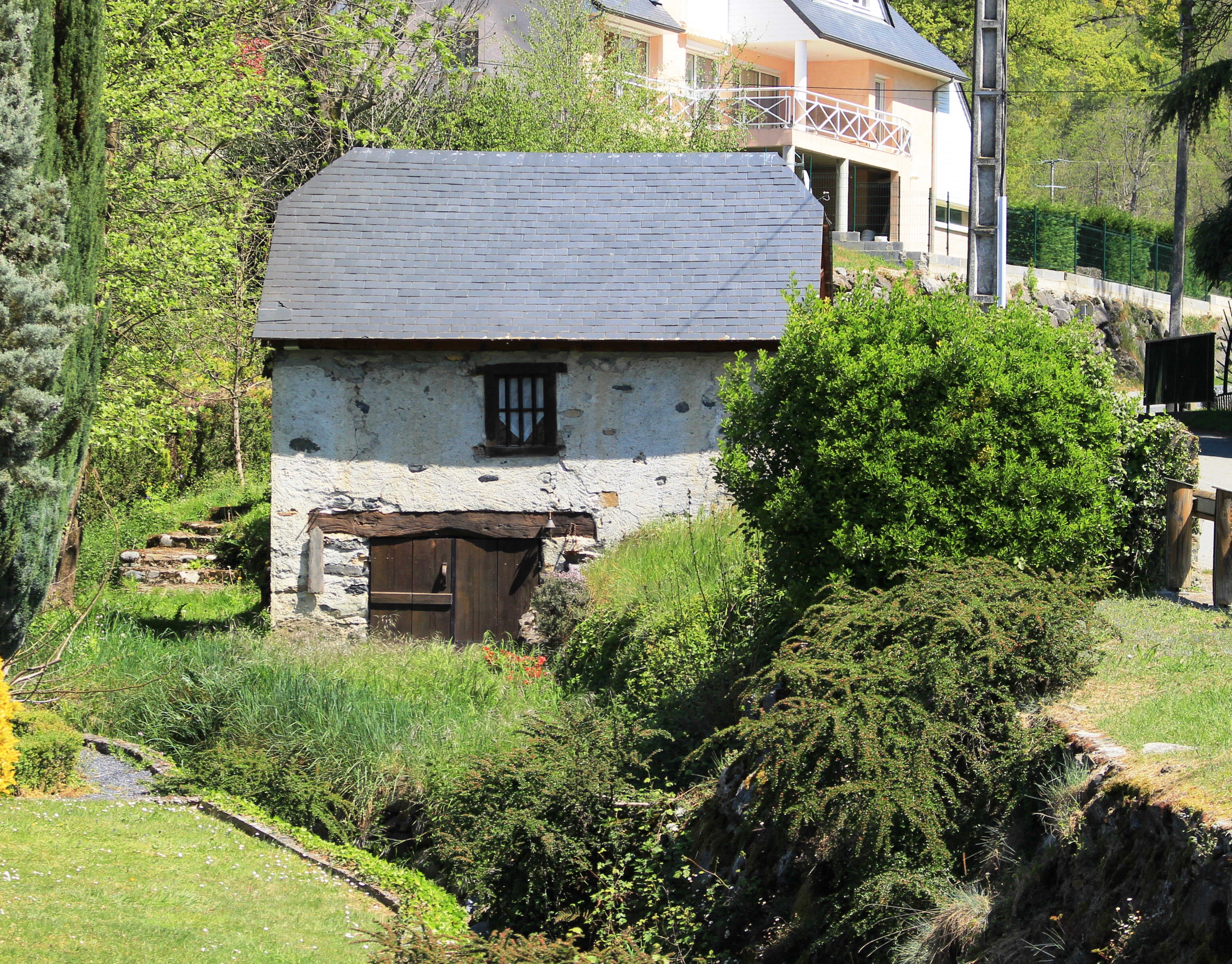
Le moulin en 2021.

Elle est drainée par le gave de Pau, le ruisseau d'Aygueberden, le ruisseau d'Estibos, le ruisseau Estau et par divers petits cours d'eau, constituant un réseau hydrographique de 5 km de longueur totale,.
Le gave de Pau, d'une longueur totale de 192,8 km, prend sa source dans la commune de Gavarnie-Gèdre et s'écoule vers le nord-ouest. Il traverse la commune et se jette dans l'Adour à Saint-Loubouer, après avoir traversé 88 communes.

### Climat
Le climat qui caractérise la commune est qualifié, en 2010, de « climat des marges montargnardes », selon la typologie des climats de la France qui compte alors huit grands types de climats en métropole. En 2020, la commune ressort du type « climat de montagne » dans la classification établie par Météo-France, qui ne compte désormais, en première approche, que cinq grands types de climats en métropole. Pour ce type de climat, la température décroît rapidement en fonction de l'altitude. On observe une nébulosité minimale en hiver et maximale en été. Les vents et les précipitations varient notablement selon le lieu.
Les paramètres climatiques qui ont permis d’établir la typologie de 2010 comportent six variables pour les températures et huit pour les précipitations, dont les valeurs correspondent à la normale 1971-2000. Les sept principales variables caractérisant la commune sont présentées dans l'encadré ci-contre :
Avec le changement climatique, ces variables ont évolué. Une étude réalisée en 2014 par la Direction générale de l'Énergie et du Climat complétée par des études régionales prévoit en effet que la  température moyenne devrait croître et la pluviométrie moyenne baisser, avec toutefois de fortes variations régionales. Ces changements peuvent être constatés sur la station météorologique de Météo-France la plus proche, « Ayros-Arbouix », sur la commune d'Ayros-Arbouix, mise en service en 1982 et qui se trouve à 1 km à vol d'oiseau,, où la température moyenne annuelle est de 12,7 °C et la hauteur de précipitations de 1 031,4 mm pour la période 1981-2010.
Sur la station météorologique historique la plus proche, « Tarbes-Lourdes-Pyrénées », sur la commune d'Ossun, mise en service en 1946 et à 22 km, la température moyenne annuelle évolue de 12,2 °C pour la période 1971-2000, à 12,6 °C pour 1981-2010, puis à 12,9 °C pour 1991-2020.

### Paysages et relief

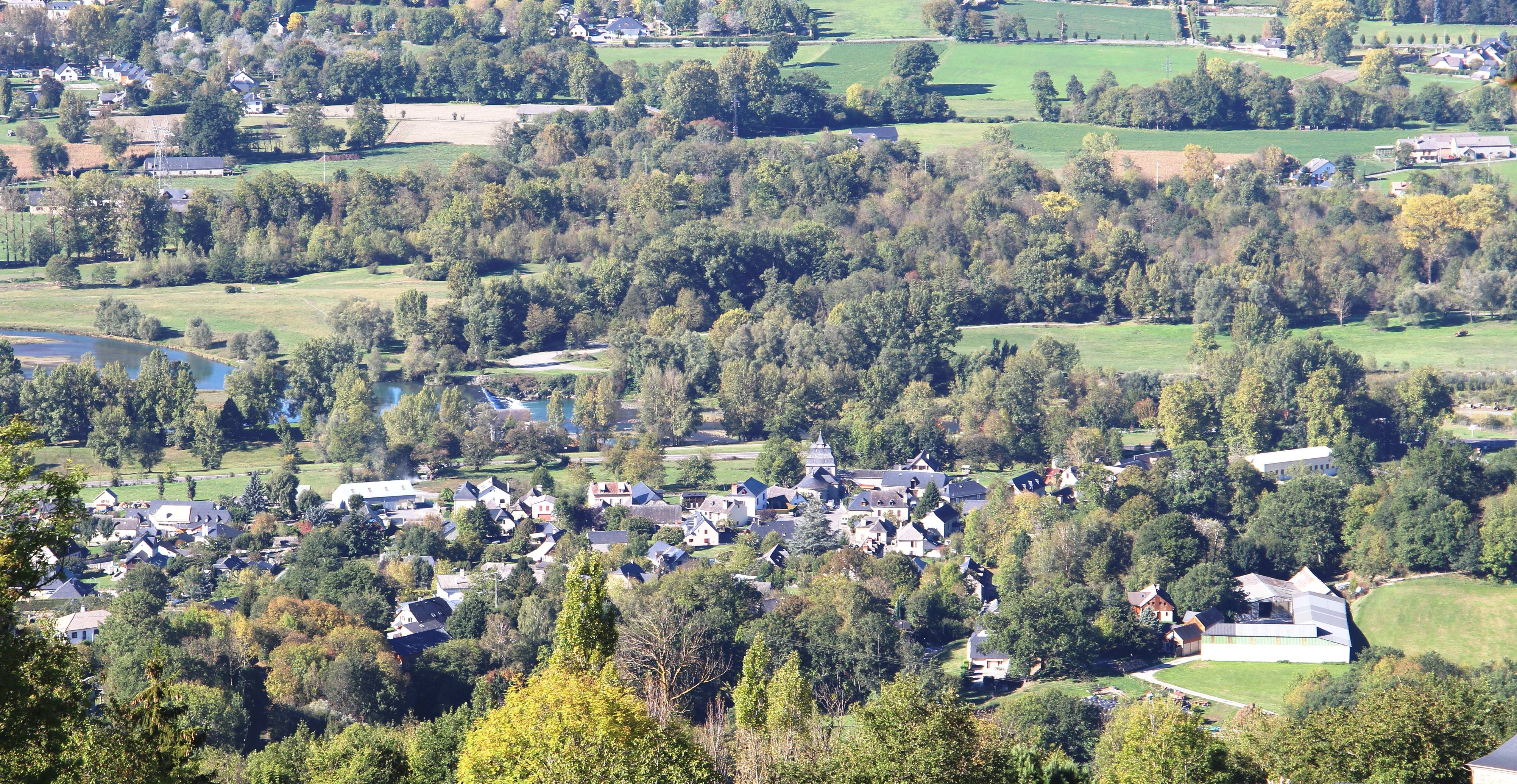
Vue en été.

### Milieux naturels et biodiversité

#### Espaces protégés
La protection réglementaire est le mode d’intervention le plus fort pour préserver des espaces naturels remarquables et leur biodiversité associée,.
Dans ce cadre, la commune fait partie de l'aire d'adhésion du Parc National des Pyrénées. Ce  parc national, créé en 1967, abrite une faune riche et spécifique particulièrement intéressante : importantes populations d’isards, colonies de marmottes réimplantées avec succès, grands rapaces tels le Gypaète barbu, le Vautour fauve, le Percnoptère d’Égypte ou l’Aigle royal, le Grand tétras et le discret Desman des Pyrénées qui constitue l’exemple type de ce précieux patrimoine confié au Parc national et aussi l'Ours des Pyrénées,,.

#### Réseau Natura 2000
Le réseau Natura 2000 est un réseau écologique européen de sites naturels d'intérêt écologique élaboré à partir des directives habitats et oiseaux, constitué de zones spéciales de conservation (ZSC) et de zones de protection spéciale (ZPS).
Un site Natura 2000 a été défini sur la commune au titre de la directive habitats : les « gaves de Pau et de Cauterets (et gorge de Cauterets) », d'une superficie de 482 ha, sont un site est localisé sur deux domaines biogéographiques : 42 % pour le domaine atlantique et 58 % pour le domaine alpin. Il sconstituent des réseaux linéaires sélectionnés pour leurs capacités d'accueil du saumon Salmo salar.

#### Zones naturelles d'intérêt écologique, faunistique et floristique
L’inventaire des zones naturelles d'intérêt écologique, faunistique et floristique (ZNIEFF) a pour objectif de réaliser une couverture des zones les plus intéressantes sur le plan écologique, essentiellement dans la perspective d’améliorer la connaissance du patrimoine naturel national et de fournir aux différents décideurs un outil d’aide à la prise en compte de l’environnement dans l’aménagement du territoire.
Deux ZNIEFF de type 1 sont recensées sur la commune :
le « Gave d'Azun, ruisseau du Bergons et Gave de Lourdes » (437 ha), couvrant 31 communes dont deux dans les Pyrénées-Atlantiques et 29 dans les Hautes-Pyrénées et 
le « pied du massif de Hautacam entre Argelès et St-Créac » (961 ha), couvrant 12 communes du département.

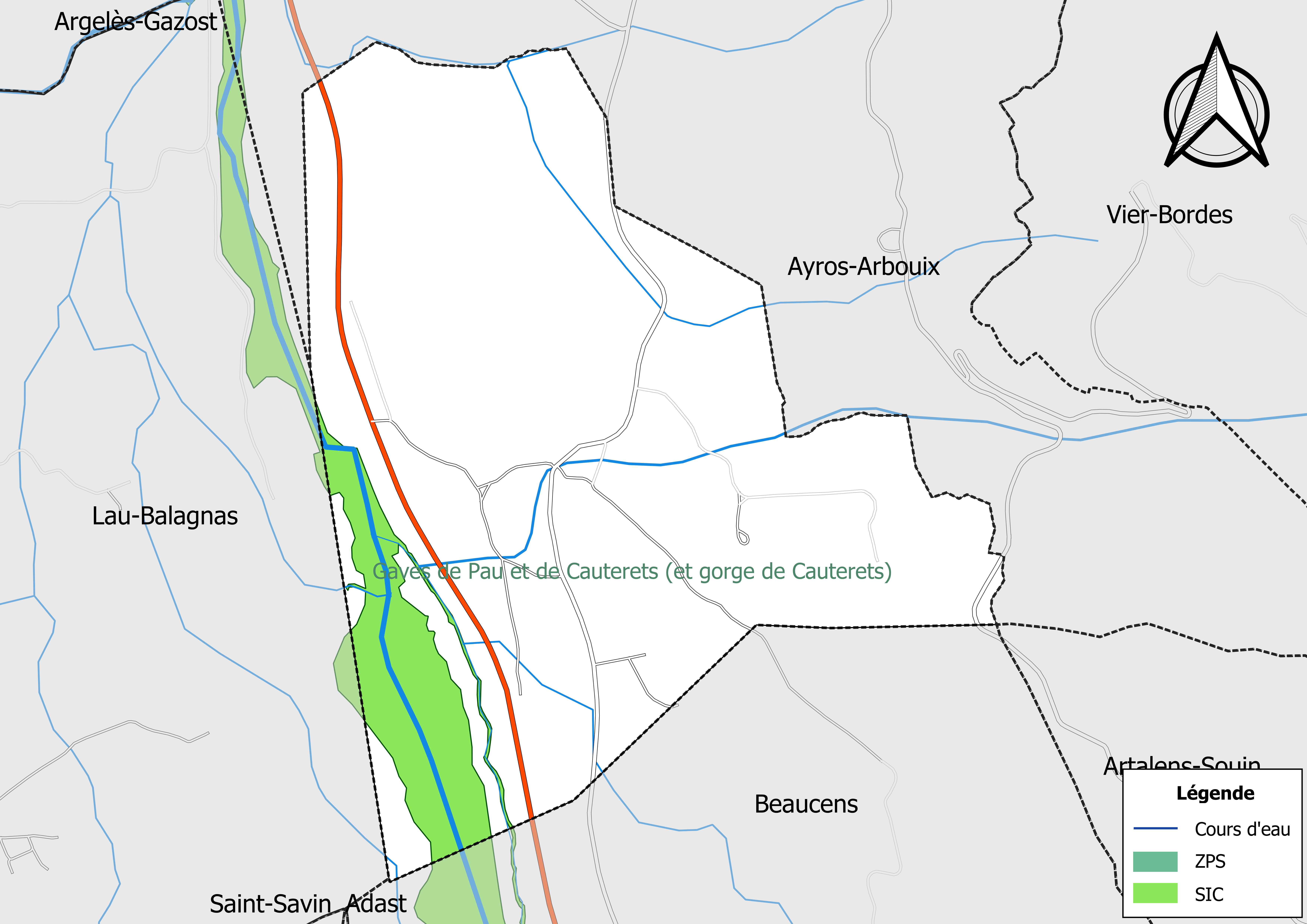
Site Natura 2000 sur le territoire communal.
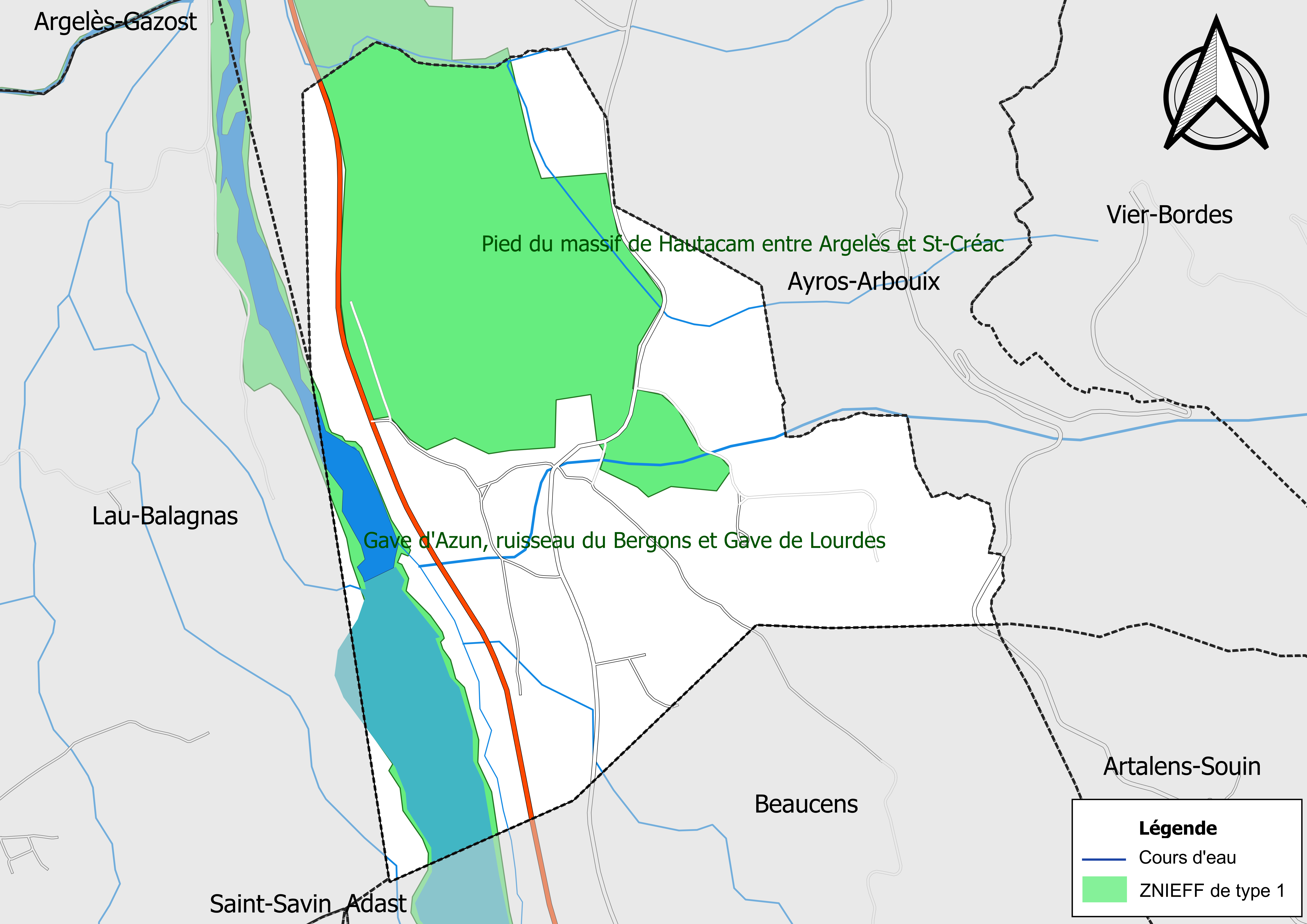
Carte des ZNIEFF de type 1 localisées sur la commune.

## Urbanisme

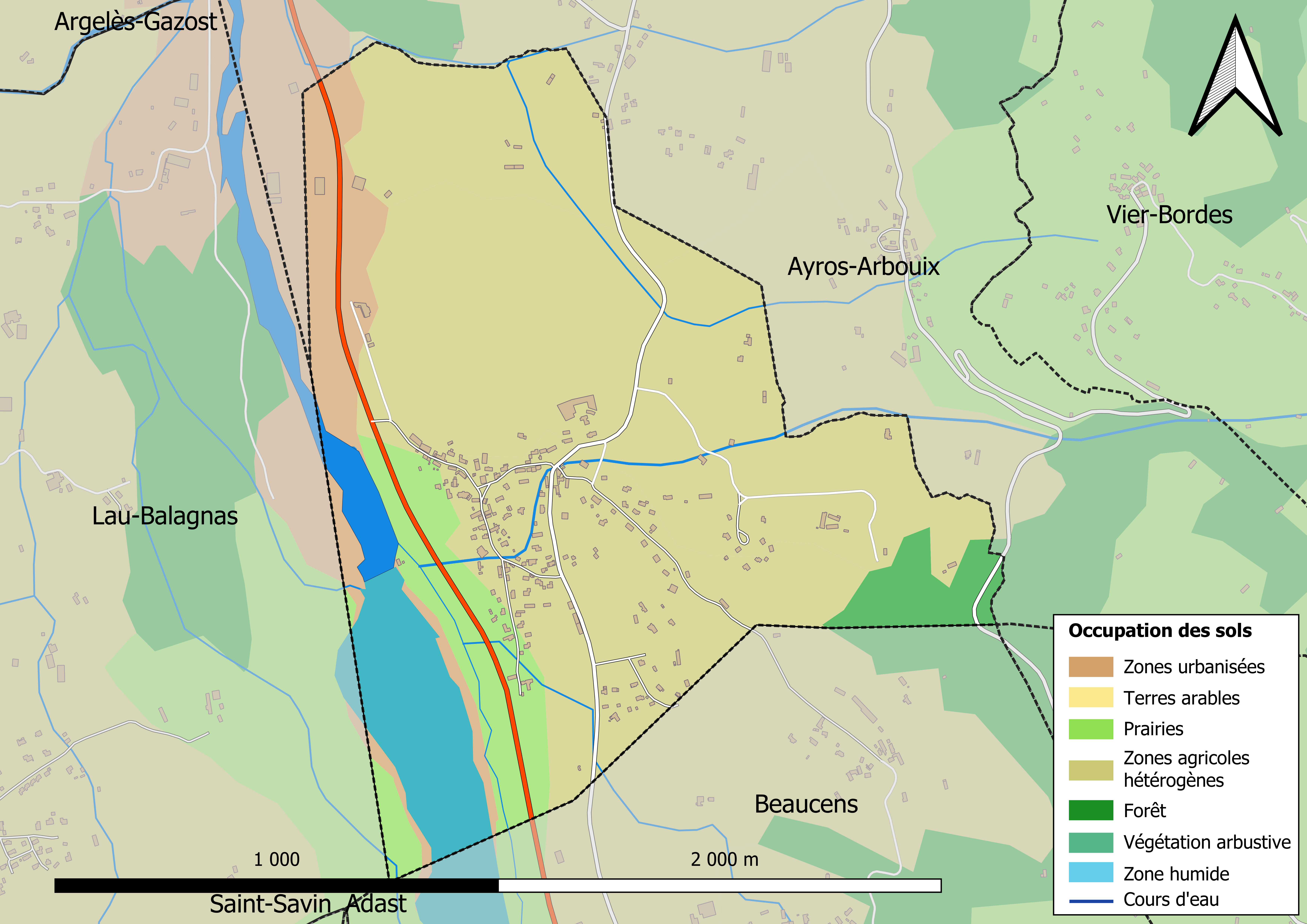
Carte des infrastructures et de l'occupation des sols en 2018 (CLC) de la commune.

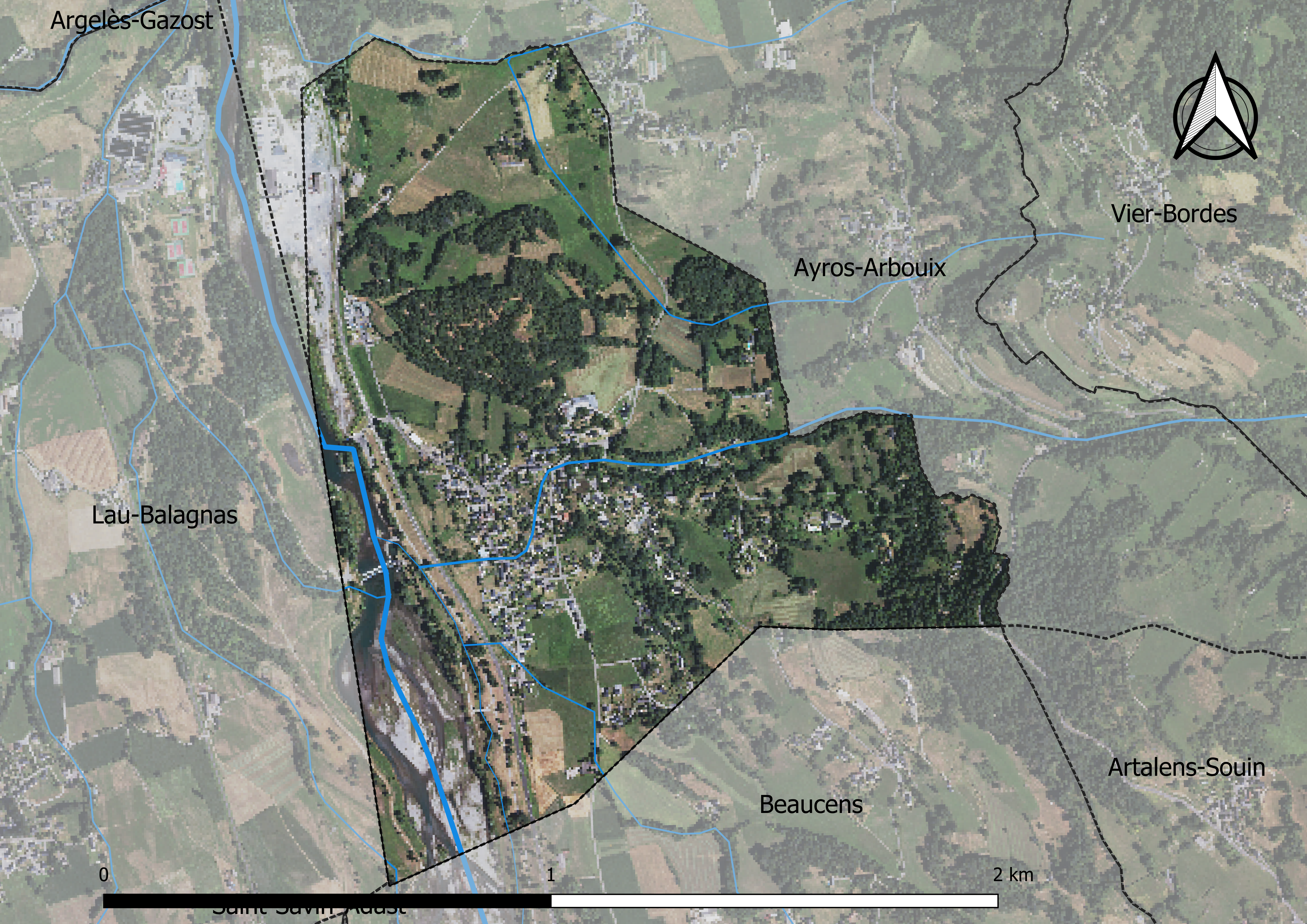
Carte orthophotogrammétrique de la commune.

### Typologie
Au 1er janvier 2024, Préchac est catégorisée commune rurale à habitat dispersé, selon la nouvelle grille communale de densité à sept niveaux définie par l'Insee en 2022.
Elle est située hors unité urbaine. Par ailleurs la commune fait partie de l'aire d'attraction d'Argelès-Gazost, dont elle est une commune de la couronne,. Cette aire, qui regroupe 19 communes, est catégorisée dans les aires de moins de 50 000 habitants,.

### Occupation des sols
L'occupation des sols de la commune, telle qu'elle ressort de la base de données européenne d’occupation biophysique des sols Corine Land Cover (CLC), est marquée par l'importance des territoires agricoles (74,2 % en 2018), en diminution par rapport à 1990 (88,5 %). La répartition détaillée en 2018 est la suivante : 
zones agricoles hétérogènes (56,1 %), prairies (18,1 %), zones urbanisées (15,6 %), zones industrielles ou commerciales et réseaux de communication (6 %), forêts (4,3 %).
L'IGN met par ailleurs à disposition un outil en ligne permettant de comparer l’évolution dans le temps de l’occupation des sols de la commune (ou de territoires à des échelles différentes). Plusieurs époques sont accessibles sous forme de cartes ou photos aériennes : la carte de Cassini (XVIIIe siècle), la carte d'état-major (1820-1866) et la période actuelle (1950 à aujourd'hui).

### Habitat et logement
En 2020, le nombre total de logements dans la commune était de 150, alors qu'il était de 149 en 2015 et de 139 en 2010.
Parmi ces logements, 73,4 % étaient des résidences principales, 21,1 % des résidences secondaires et 5,4 % des logements vacants. Ces logements étaient pour 93,2 % d'entre eux des maisons individuelles et pour 6,1 % des appartements.
Le tableau ci-dessous présente la typologie des logements à Préchac en 2020 en comparaison avec celle des Hautes-Pyrénées et de la France entière. Une caractéristique marquante du parc de logements est ainsi une proportion de résidences secondaires et logements occasionnels (21,1 %) inférieure à celle du département (23,2 %) mais supérieure à celle de la France entière (9,7 %). Concernant le statut d'occupation de ces logements, 88,9 % des habitants de la commune sont propriétaires de leur logement (84 % en 2015), contre 64,6 % pour les Hautes-Pyrénées et 57,5 pour la France entière.
| Typologie                                               | Préchac | Hautes-Pyrénées | France entière |
| ------------------------------------------------------- | ------- | --------------- | -------------- |
| Résidences principales (en %)                           | 73,4    | 67,3            | 82,1           |
| Résidences secondaires et logements occasionnels (en %) | 21,1    | 23,2            | 9,7            |
| Logements vacants (en %)                                | 5,4     | 9,5             | 8,2            |

### Voies de communication et transports
Cette commune est desservie par les routes départementales RD 913 et 13.

### Risques naturels et technologiques
Le territoire de la commune de Préchac est vulnérable à différents aléas naturels : météorologiques (tempête, orage, neige, grand froid, canicule ou sécheresse), inondations, feux de forêts, mouvements de terrains et séisme (sismicité moyenne). Un site publié par le BRGM permet d'évaluer simplement et rapidement les risques d'un bien localisé soit par son adresse soit par le numéro de sa parcelle.
Certaines parties du territoire communal sont susceptibles d’être affectées par le risque d’inondation par débordement de cours d'eau, notamment le gave de Pau. La cartographie des zones inondables en ex-Midi-Pyrénées réalisée dans le cadre du XIe Contrat de plan État-région, visant à informer les citoyens et les décideurs sur le risque d’inondation, est accessible sur le site de la DREAL Occitanie. La commune a été reconnue en état de catastrophe naturelle au titre des dommages causés par les inondations et coulées de boue survenues en 1982, 1999, 2009, 2012 et 2013,.
Préchac est exposée au risque de feu de forêt. Un plan départemental de protection des forêts contre les incendies a été approuvé par arrêté préfectoral le 21 avril 2020 pour la période 2020-2029. Le précédent couvrait la période 2007-2017. L’emploi du feu est régi par deux types de réglementations. D’abord le code forestier et l’arrêté préfectoral du 27 octobre 2014, qui réglementent l’emploi du feu à moins de 200 m des espaces naturels combustibles sur l’ensemble du département. Ensuite celle établie dans le cadre de la lutte contre la pollution de l’air, qui interdit le brûlage des déchets verts des particuliers. L’écobuage est quant à lui réglementé dans le cadre de commissions locales d’écobuage (CLE)

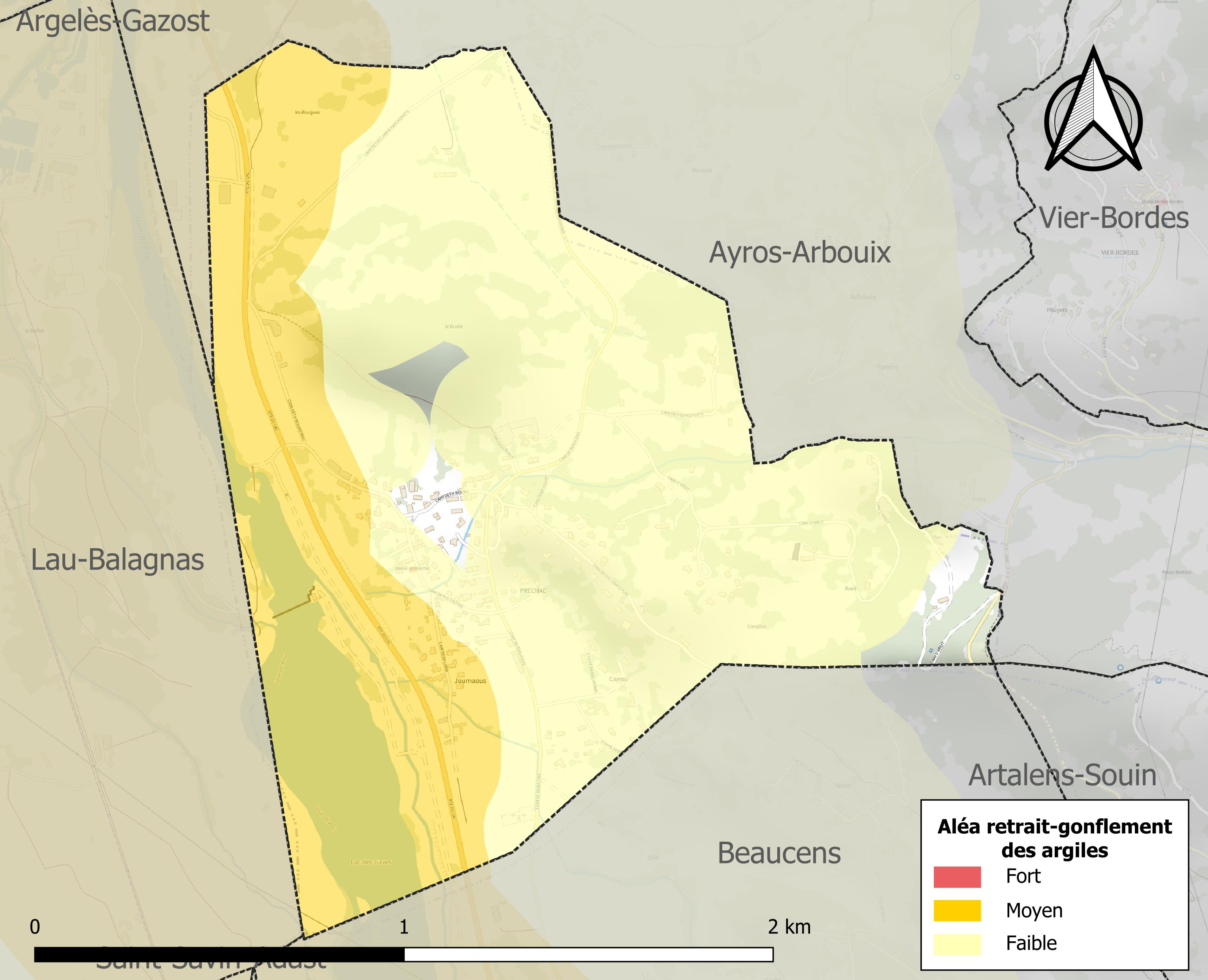
Carte des zones d'aléa retrait-gonflement des sols argileux de Préchac.

Les mouvements de terrains susceptibles de se produire sur la commune sont des mouvements de sols liés à la présence d'argile et des tassements différentiels.
Le retrait-gonflement des sols argileux est susceptible d'engendrer des dommages importants aux bâtiments en cas d’alternance de périodes de sécheresse et de pluie. 35,3 % de la superficie communale est en aléa moyen ou fort (44,5 % au niveau départemental et 48,5 % au niveau national). Sur les 123 bâtiments dénombrés sur la commune en 2019, 19 sont en aléa moyen ou fort, soit 15 %, à comparer aux 75 % au niveau départemental et 54 % au niveau national. Une cartographie de l'exposition du territoire national au retrait gonflement des sols argileux est disponible sur le site du BRGM,.
Par ailleurs, afin de mieux appréhender le risque d’affaissement de terrain, l'inventaire national des cavités souterraines permet de localiser celles situées sur la commune.
Concernant les mouvements de terrains, la commune a été reconnue en état de catastrophe naturelle au titre des dommages causés par des mouvements de terrain en 1999 et 2013.

## Toponymie

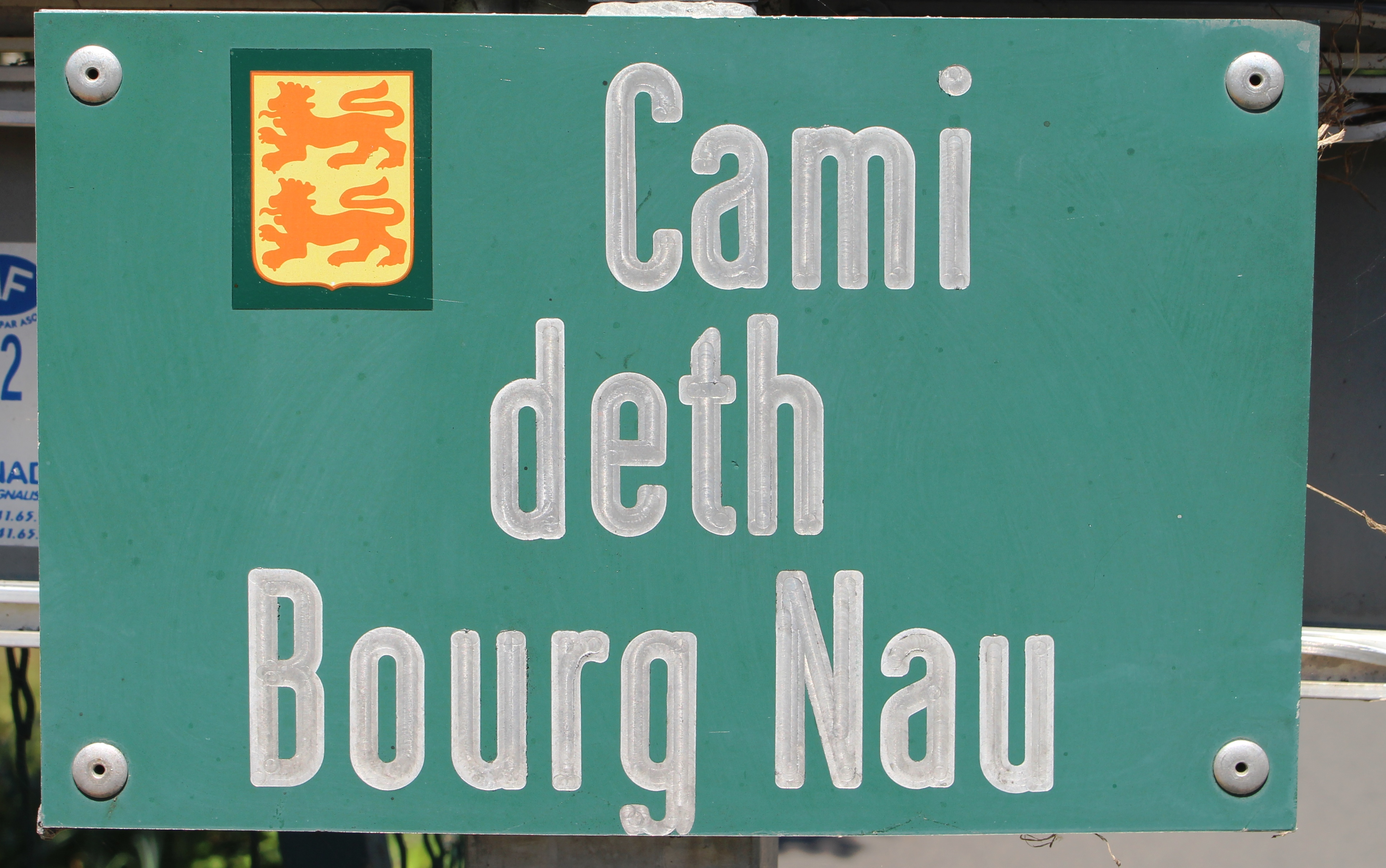
Chemin du nouveau bourg.

On trouvera les principales informations dans le Dictionnaire toponymique des communes des Hautes-Pyrénées de Michel Grosclaude et Jean-François Le Nail qui rapporte les dénominations historiques du village :
- in teratorio Praisago, latin (v. 860, livre vert de Bénac) ;
- Guilhermus Lupi de Prexaco, latin (1022, Marca, Histoire Béarn) ;
- in Prexaco, latin (XIe siècle, cartulaire de Saint-Pé) ;
- Villinus Lupus de Prisag, latin et gascon (1037 ou v. 1040, livre vert Bénac) ;
- Preishac, Preisac, Prexac, Prexag (v. 1050-1070, cartulaires Bigorre) ;
- Pressag (v. 1085, cartulaire Saint-Savin ; 1131-1134, ibid.) ;
- Preixag (1272, livre vert Bénac ; 1285, montre Bigorre) ;
- De Preysaco, de Preyshaco, latin (1313, Debita regi Navarre) ;
- de Prexaco, latin (1342, pouillé Tarbes ; 1379, procuration Tarbes) ;
- Prexac, Preixac (1429, censier de Bigorre) ;
- Prexac (1614, Guillaume Mauran) ;
- Prechac (fin XVIIIe siècle, carte de Cassini).

Le nom dérive du nom de personnage latin Priscius (= le premier) et suffixe -acum : domaine de Priscius.
En occitan, la commune est dénomée Preishac.

## Histoire

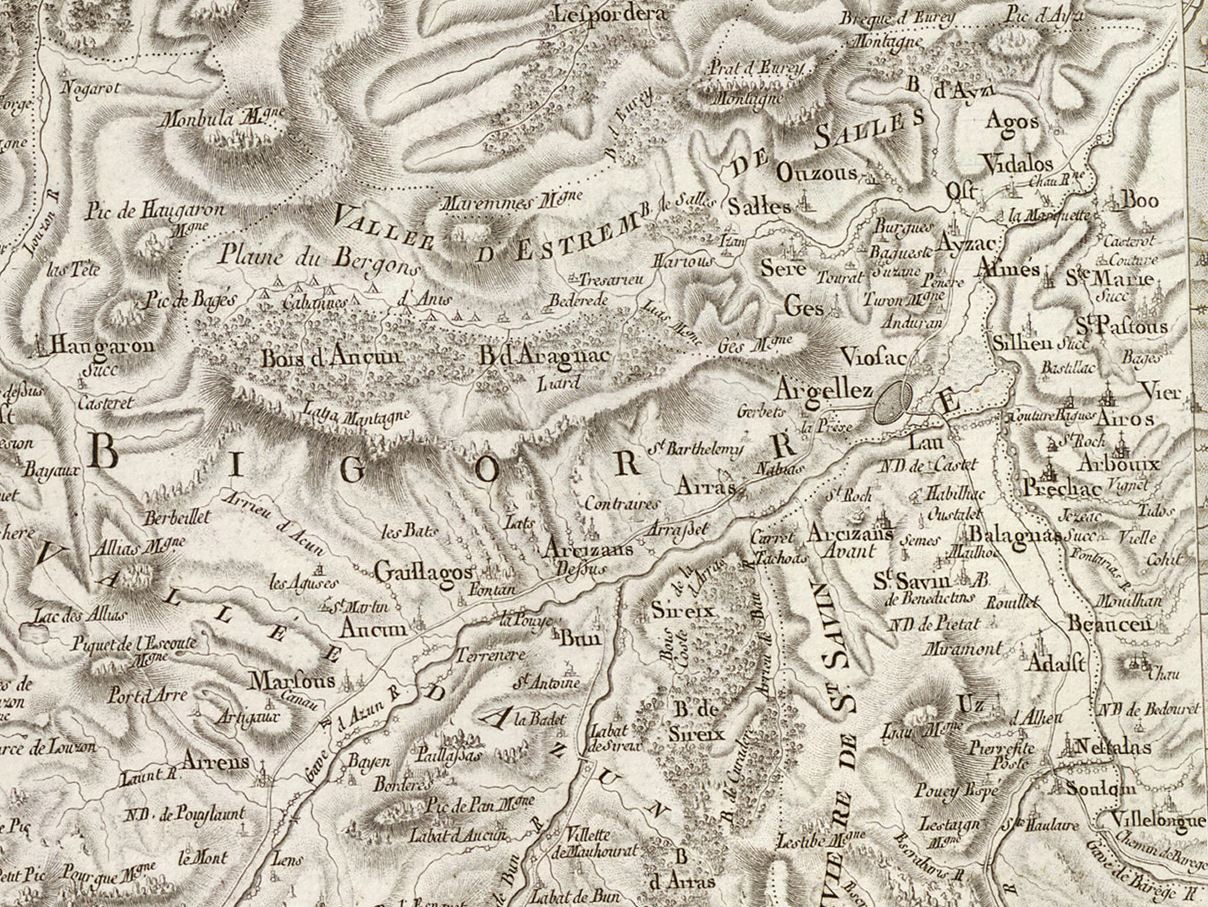
Extrait de la carte de Cassini (entre 1756 et 1789) situant Préchac à l'est d'Argelès-Gazost.

Sous l'Ancien Régime, la localité  relève de la Pays et sénéchaussée de Bigorre, Lavedan, Arribèra de Davantaygue. Durant la Révolution française, elle est le  chef-lieu du canton de Davantaygue (1790).

## Politique et administration

### Rattachements administratifs et électoraux

#### Rattachements administratifs
La commune se trouve depuis 1942 dans l'arrondissement d'Argelès-Gazost du département des Hautes-Pyrénées.
Elle faisait partie depuis 1801 du canton d'Argelès-Gazost. Dans le cadre du redécoupage cantonal de 2014 en France, cette circonscription administrative territoriale a disparu, et le canton n'est plus qu'une circonscription électorale.

#### Rattachements électoraux
Pour les élections départementales, la commune fait partie depuis 2014 du canton de la Vallée des Gaves
Pour l'élection des députés, elle fait partie de la deuxième circonscription des Hautes-Pyrénées.

### Intercommunalité
Préchac  était membre de la petite communauté de communes de la Vallée d'Argelès-Gazost, un établissement public de coopération intercommunale (EPCI) à fiscalité propre créé fin 1996  et auquel la commune avait transféré un certain nombre de ses compétences, dans les conditions déterminées par le code général des collectivités territoriales.
Dans le cadre des dispositions de la loi portant nouvelle organisation territoriale de la République du 7 août 2015, qui prévoit que les établissements publics de coopération intercommunale (EPCI) à fiscalité propre doivent avoir un minimum de 15 000 habitants, cette intercommunalité a fusionné avec ses voisines pour former, le 1er janvier 2017, la communauté de communes Pyrénées Vallées des Gaves, dont est désormais membre la commune.

### Liste des maires
| Période                                  | Période                        | Identité              | Étiquette | Qualité |
| ---------------------------------------- | ------------------------------ | --------------------- | --------- | --- |
| Les données manquantes sont à compléter. |                                |                       |           | |
|                                          |                                |                       |           | |
| mars 1995                                | mars 2001                      | Maurice Phelouzat     |           | |
| mars 2001                                | mars 2008                      | Dominique Labrit      |           | |
| mars 2008                                | 2014                           | Robert Camon          |           | |
| 2014                                     | juillet 2020                   | M. Dominique Billot   |           | |
| juillet 2020,                            | automne 2023                   | Anne-Isabelle Robuste |           | Professeure ou profession scientifique Mandat écourté par la démission de la maire et d'une partie du conseil municipal |
| octobre 2023                             | En cours (au 30 novembre 2023) | Chantal Viard         |           | « Personnel des services directs aux particuliers »                                                                     |

## Équipements et services publics

### Enseignement
La commune dépend de l'académie de Toulouse. Elle ne dispose plus d'école en 2016.

### Justice, sécurité, secours et défense

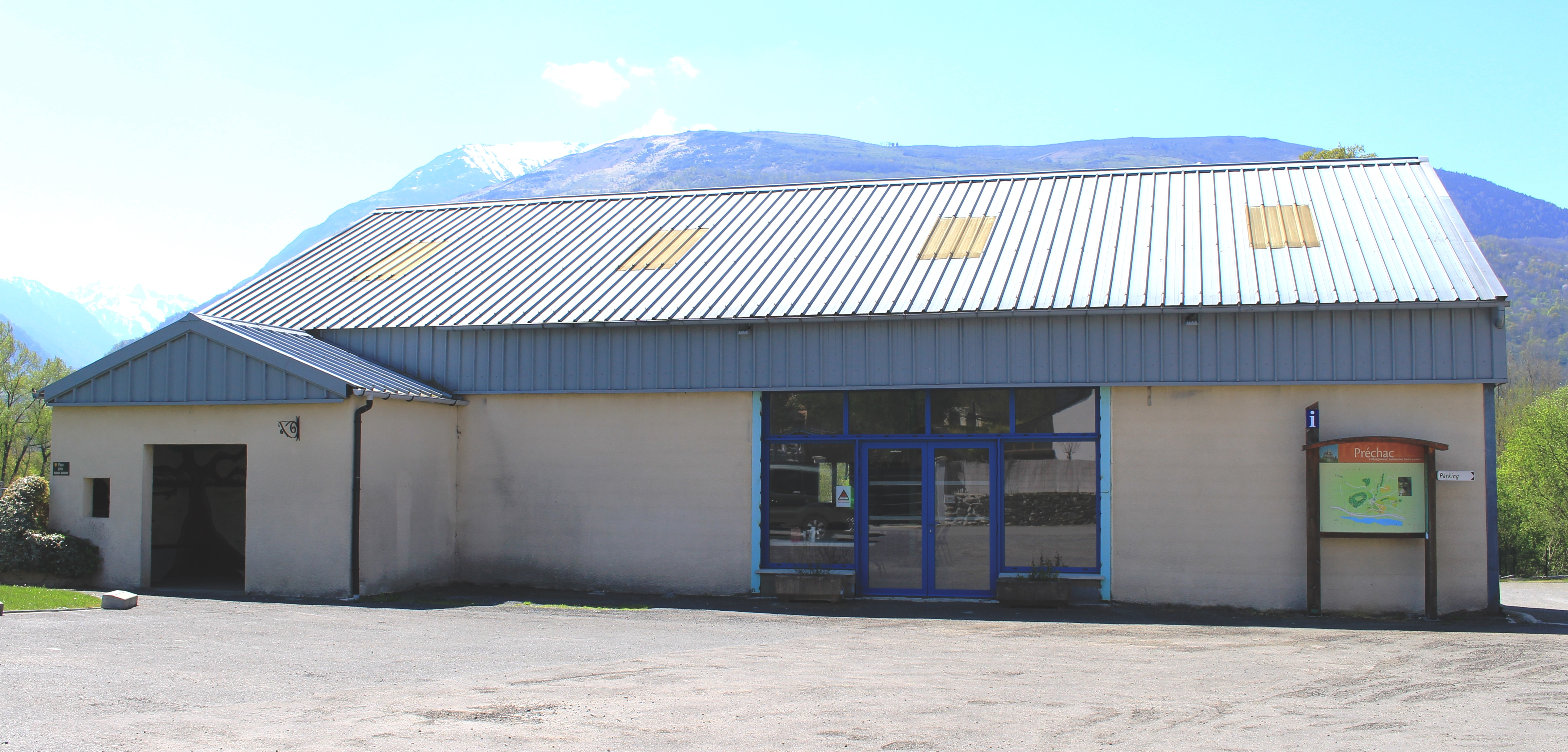
Le foyer rural en 2021.

## Population et société

### Démographie
Les habitants sont appelés les Préchacois ou  Préchacoises.

#### Évolution démographique
L'évolution du nombre d'habitants est connue à travers les recensements de la population effectués dans la commune depuis 1793. Pour les communes de moins de 10 000 habitants, une enquête de recensement portant sur toute la population est réalisée tous les cinq ans, les populations de référence des années intermédiaires étant quant à elles estimées par interpolation ou extrapolation. Pour la commune, le premier recensement exhaustif entrant dans le cadre du nouveau dispositif a été réalisé en 2004.

En 2022, la commune comptait 240 habitants, en évolution de +5,73 % par rapport à 2016 (Hautes-Pyrénées : +1,59 %, France hors Mayotte : +2,11 %).
| 1793 | 1800 | 1806 | 1821 | 1831 | 1836 | 1841 | 1846 | 1851 |
| ---- | ---- | ---- | ---- | ---- | ---- | ---- | ---- | ---- |
| 249  | 267  | 220  | 282  | 256  | 283  | 272  | 289  | 295  |

| 1856 | 1861 | 1866 | 1872 | 1876 | 1881 | 1886 | 1891 | 1896 |
| ---- | ---- | ---- | ---- | ---- | ---- | ---- | ---- | ---- |
| 301  | 268  | 271  | 244  | 239  | 211  | 205  | 190  | 186  |

| 1901 | 1906 | 1911 | 1921 | 1926 | 1931 | 1936 | 1946 | 1954 |
| ---- | ---- | ---- | ---- | ---- | ---- | ---- | ---- | ---- |
| 174  | 158  | 150  | 136  | 119  | 129  | 122  | 120  | 151  |

| 1962 | 1968 | 1975 | 1982 | 1990 | 1999 | 2004 | 2006 | 2009 |
| ---- | ---- | ---- | ---- | ---- | ---- | ---- | ---- | ---- |
| 141  | 127  | 123  | 198  | 209  | 193  | 193  | 194  | 227  |

| 2014 | 2019 | 2022 | - | - | - | - | - | - |
| ---- | ---- | ---- | - | - | - | - | - | - |
| 229  | 234  | 240  | - | - | - | - | - | - |

Préchac est une commune rurale qui compte 240 habitants en 2022, après avoir connu une forte hausse de la population depuis 1975.

## Économie

### Revenus
En 2018, la commune compte 106 ménages fiscaux, regroupant 242 personnes. La médiane du revenu disponible par unité de consommation est de 21 550 € (20 420 € dans le département).

### Emploi
|                | 2008  | 2013  | 2018  |
| -------------- | ----- | ----- | ----- |
| Commune        | 3,6 % | 6,8 % | 6,7 % |
| Département    | 7,7 % | 9,4 % | 9,8 % |
| France entière | 8,3 % | 10 %  | 10 %  |

En 2018, la population âgée de 15 à 64 ans s'élève à 134 personnes, parmi lesquelles on compte 77,8 % d'actifs (71,1 % ayant un emploi et 6,7 % de chômeurs) et 22,2 % d'inactifs,. Depuis 2008, le taux de chômage communal (au sens du recensement) des 15-64 ans est inférieur à celui de la France et du département.
La commune fait partie de la couronne de l'aire d'attraction d'Argelès-Gazost, du fait qu'au moins 15 % des actifs travaillent dans le pôle,. Elle compte 36 emplois en 2018, contre 46 en 2013 et 40 en 2008. Le nombre d'actifs ayant un emploi résidant dans la commune est de 99, soit un indicateur de concentration d'emploi de 36 % et un taux d'activité parmi les 15 ans ou plus de 54 %.
Sur ces 99 actifs de 15 ans ou plus ayant un emploi, 16 travaillent dans la commune, soit 16 % des habitants. Pour se rendre au travail, 91 % des habitants utilisent un véhicule personnel ou de fonction à quatre roues, 3 % les transports en commun, 1 % s'y rendent en deux-roues, à vélo ou à pied et 5 % n'ont pas besoin de transport (travail au domicile).

## Culture locale et patrimoine

### Lieux et monuments
- Église Saint-Sernin de Préchac.

Sélection de vues de l'église Saint-Sernin en 2017.
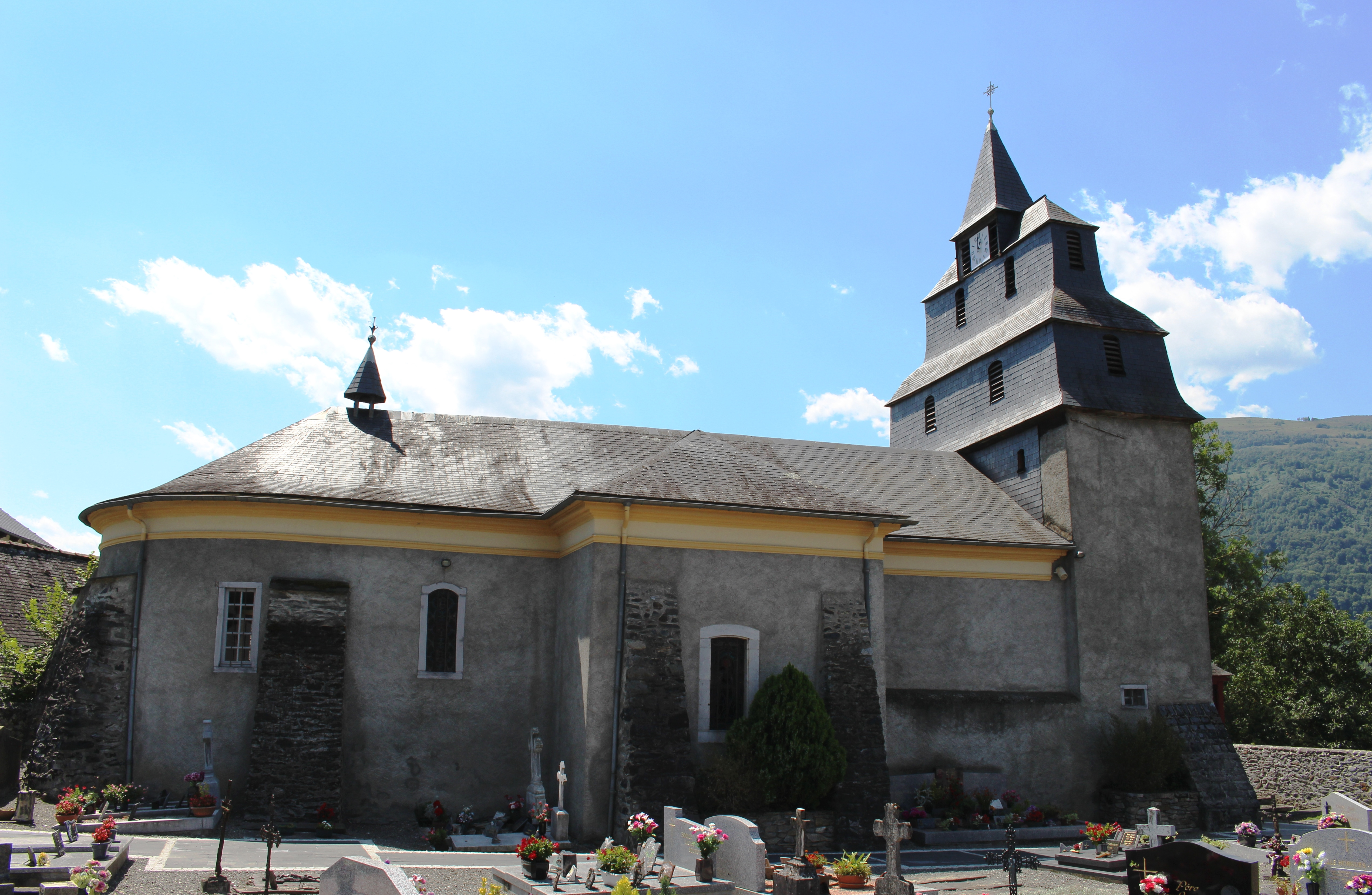
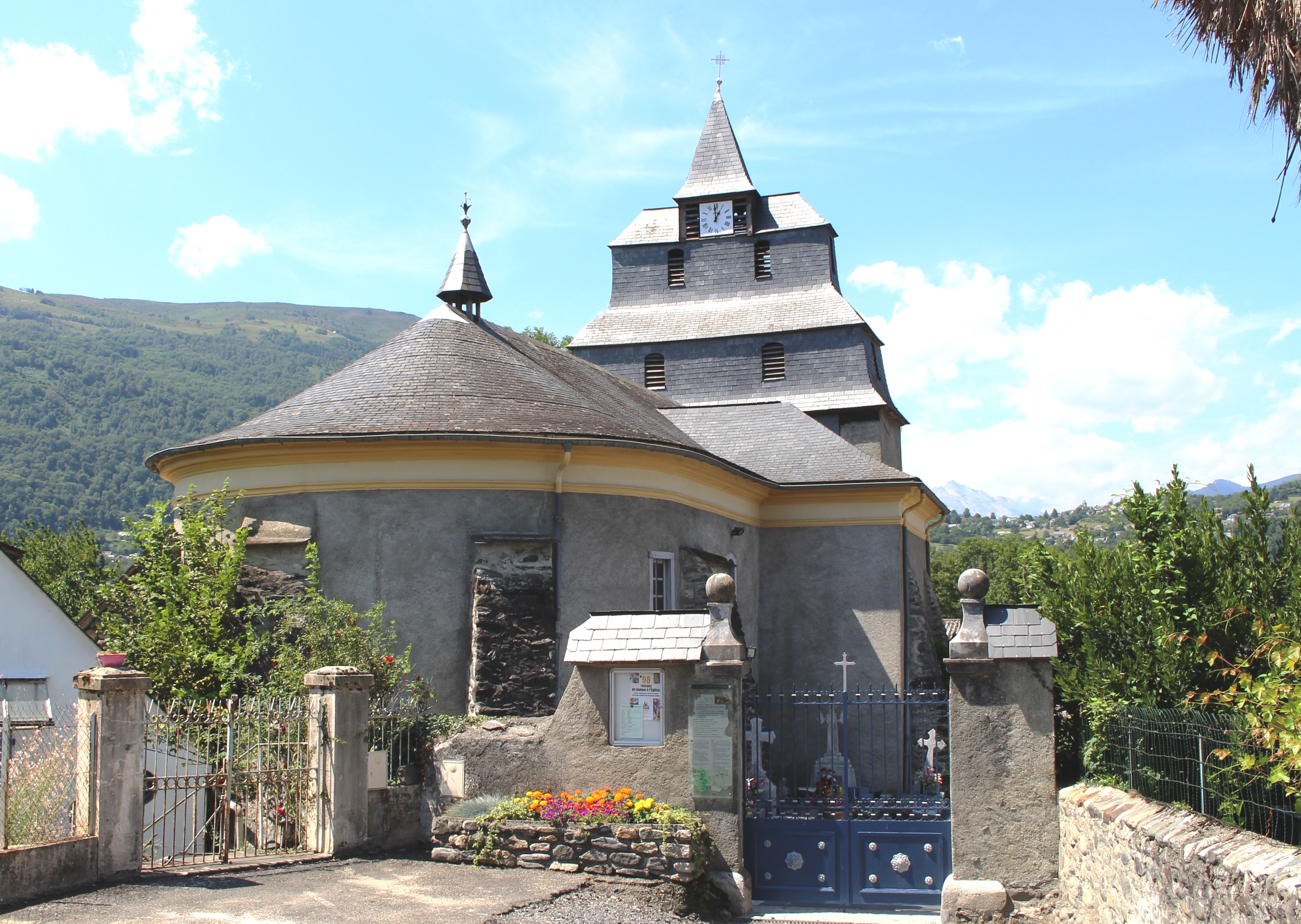
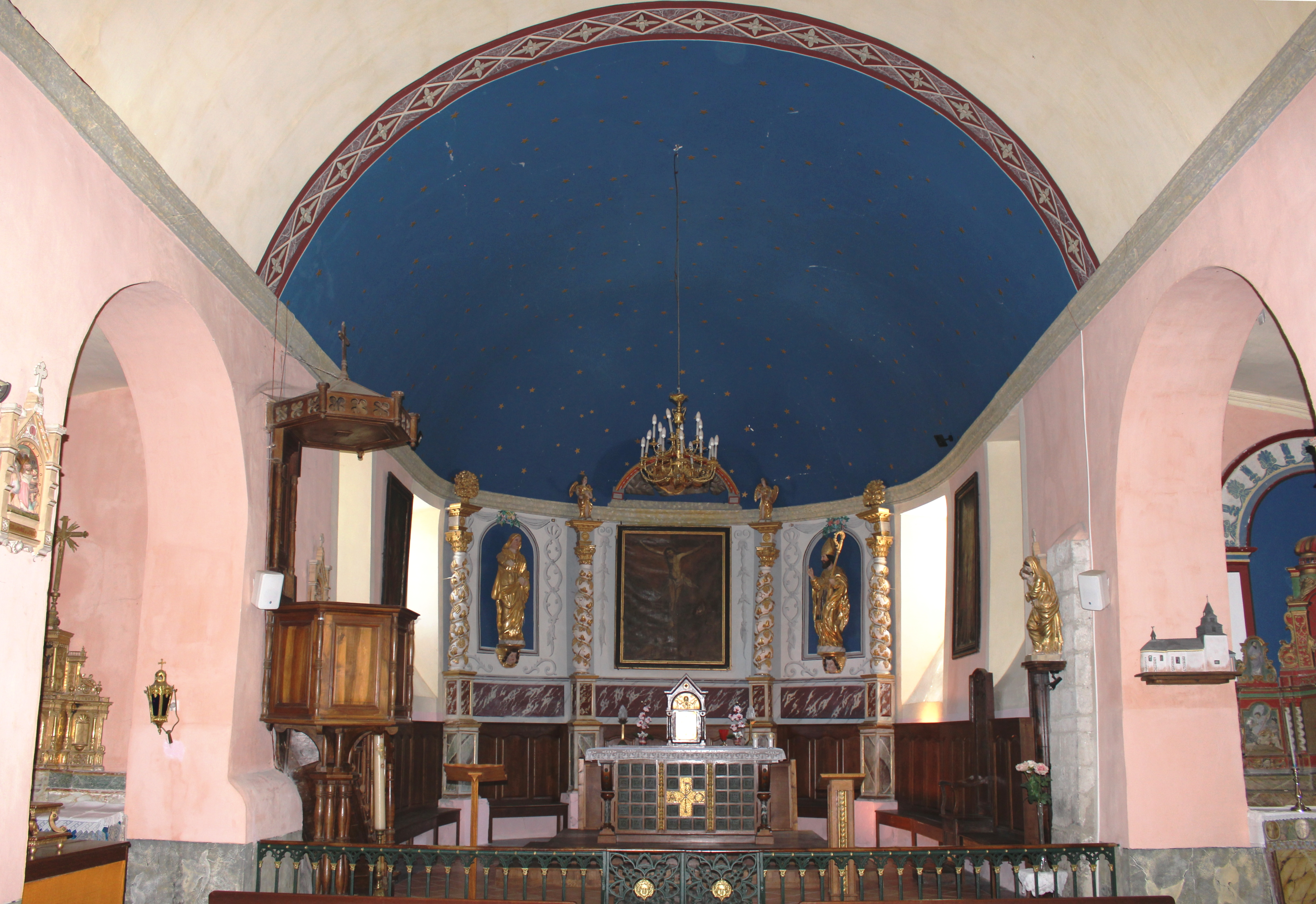
Le chœur.

- Moulin

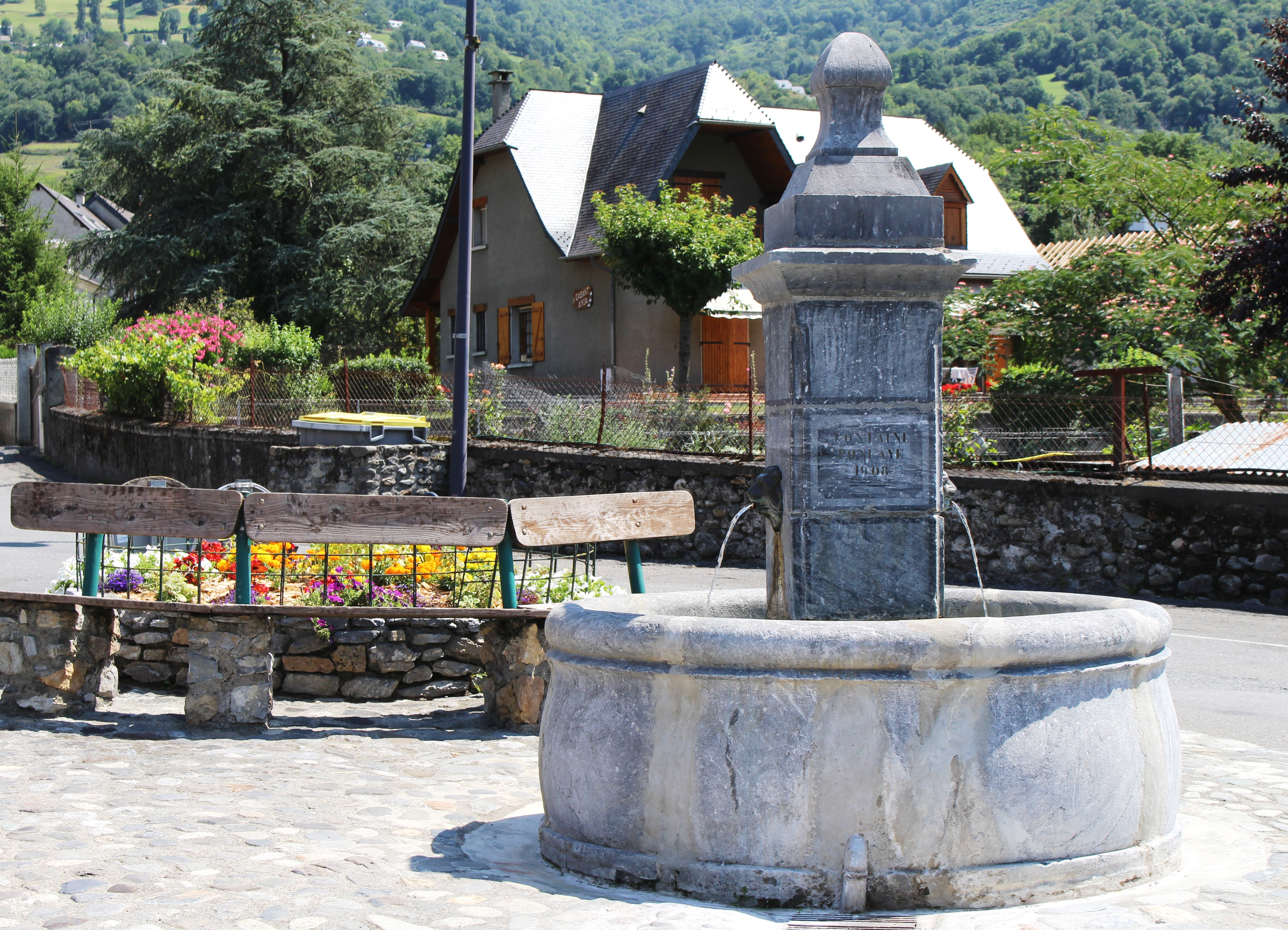
La fontaine.
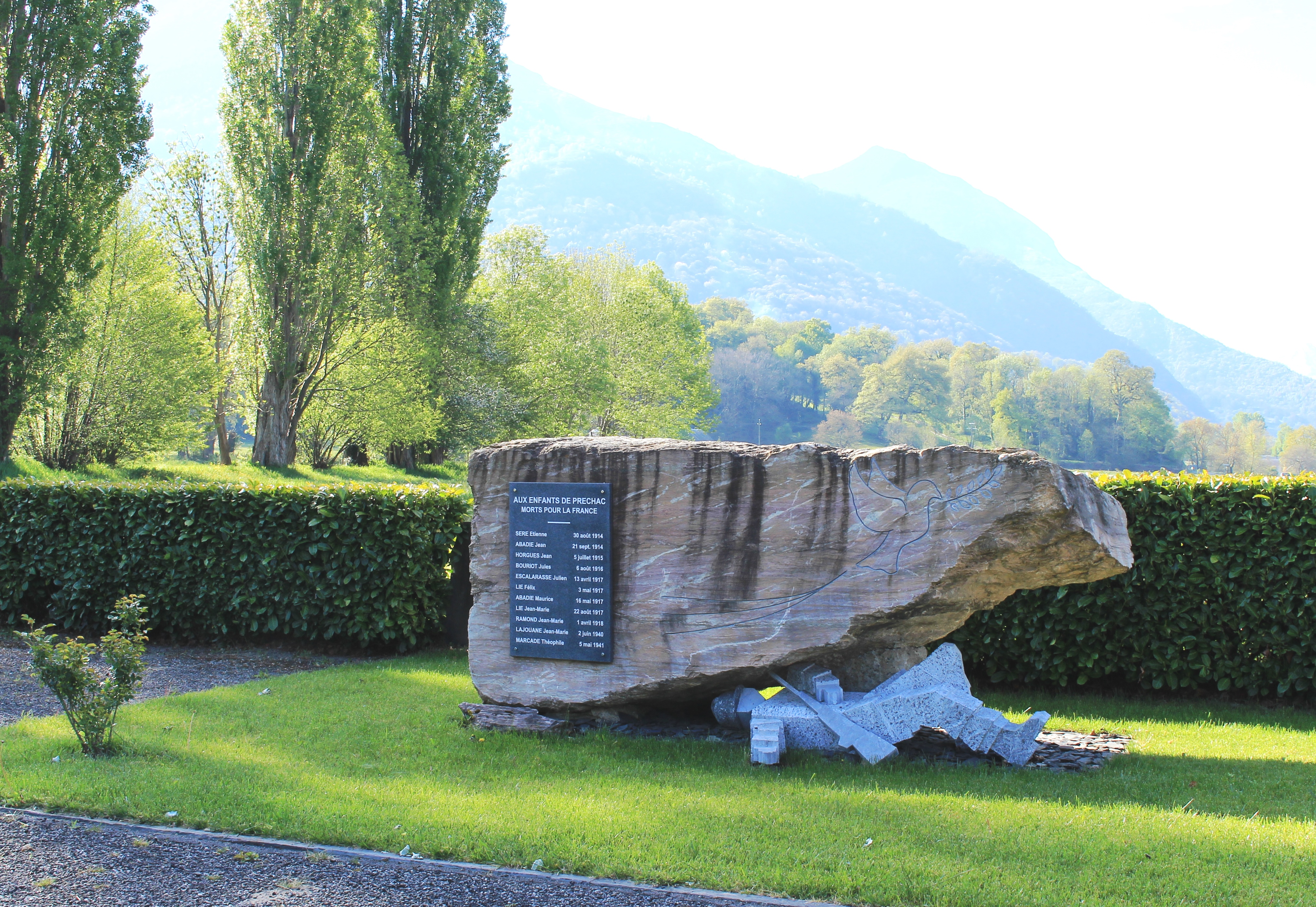
Le monument aux morts municipal.
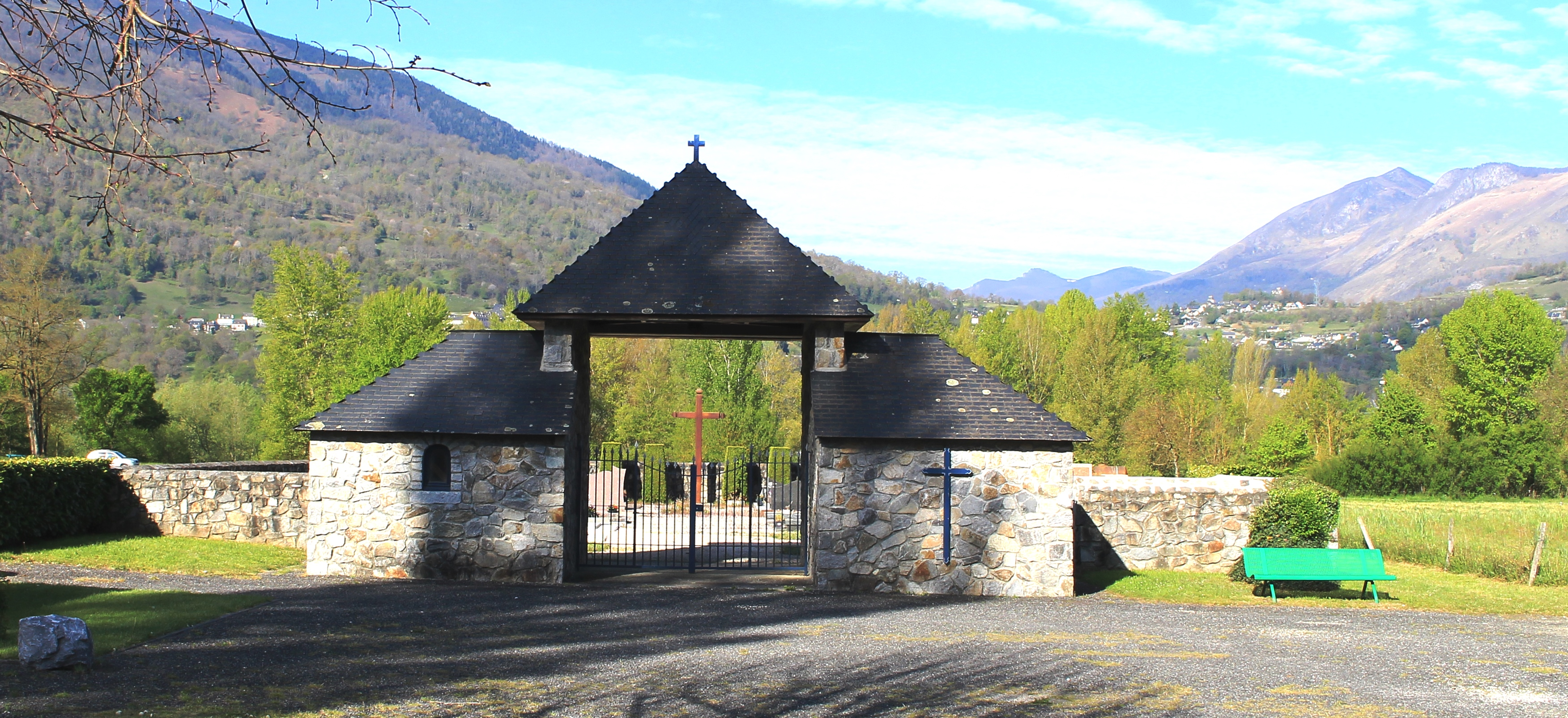
L'entrée du nouveau cimetière.

### Héraldique
| Blason de Préchac (Hautes-Pyrénées) | Blason  | D'azur à la fasce ondée d'argent, au chef d'or chargé d'un fer de flèche de sable sur lequel sont posés deux oiseaux affrontés du même. |
| Blason de Préchac (Hautes-Pyrénées) | Détails | ce blason est officiel. |

## Pour approfondir